# Word Gets Around
Word Gets Around — дебютний студійний альбом валлійського рок-гурту Stereophonics. Він був випущений 25 серпня 1997 року на V2 Records і досяг шостого місця в чарті альбомів Великої Британії, що робить його одним із трьох альбомів Stereophonics, які не досягли першого місця; інші два: Keep Calm and Carry On 2009 року, який посів одинадцяте місце, і Graffiti on the Train 2013 року, який посів третє місце. Велика частина альбому написана про повсякденне життя в Кумамані, рідному місті гурту. Делюкс і суперлюкс видання вийшли 18 жовтня 2010 року. Назва альбому походить від тексту останньої пісні альбому «Billy Davey's Daughter».

## Трек-лист
Автор слів Келлі Джонс, автор музики Stereophonics. 
| #     | Назва                           | Тривалість |
| ----- | ------------------------------- | ---------- |
| 1.    | «A Thousand Trees»              | 3:02       |
| 2.    | «Looks Like Chaplin»            | 2:32       |
| 3.    | «More Life in a Tramps Vest»    | 2:19       |
| 4.    | «Local Boy in the Photograph»   | 3:22       |
| 5.    | «Traffic»                       | 4:54       |
| 6.    | «Not Up to You»                 | 4:37       |
| 7.    | «Check My Eyelids for Holes»    | 2:43       |
| 8.    | «Same Size Feet»                | 4:00       |
| 9.    | «Last of the Big Time Drinkers» | 2:45       |
| 10.   | «Goldfish Bowl»                 | 3:03       |
| 11.   | «Too Many Sandwiches»           | 5:01       |
| 12.   | «Billy Davey's Daughter»        | 3:45       |
| 42:02 |                                 |            |

## Перевипуск
24 серпня 2010 Stereophonics оголосили на своєму веб-сайті, що Word Gets Around разом із Performance та Cocktails мають бути перевидані. Щоб супроводжувати перевидання, Stereophonics виконали всі пісні з обох альбомів у Hammersmith Apollo 17 і 18 жовтня 2010 року. Вони були випущені 18 жовтня 2010 і були створені у двох формах:

### Трек-лист
Deluxe: оригінальний альбом на одному диску та бонусний компакт-диск із 12 бі-сайдами та рідкісними треками.
| CD 2 (B-Sides and rarities) | CD 2 (B-Sides and rarities)                                                     | CD 2 (B-Sides and rarities)             | CD 2 (B-Sides and rarities) |
| #                           | Назва                                                                           | Original release                        | Тривалість                  |
| --------------------------- | ------------------------------------------------------------------------------- | --------------------------------------- | --------------------------- |
| 1.                          | «Carrot Cake and Wine»                                                          | B-side on "A Thousand Trees"            | 4:28                        |
| 2.                          | «Tie Me Up Tie Me Down»                                                         | B-side on "Traffic"                     | 2:17                        |
| 3.                          | «Poppy Day»                                                                     | B-side on "More Life in a Tramps Vest"  | 3:41                        |
| 4.                          | «Raymond's Shop»                                                                | B-side on "More Life in a Tramps Vest"  | 2:54                        |
| 5.                          | «Chris Chambers»                                                                | B-side on "Traffic"                     | 3:42                        |
| 6.                          | «A Thousand Trees» (BBC Radio 1 Evening Session)                                |                                         | 3:15                        |
| 7.                          | «Local Boy in the Photograph» (BBC Radio 1 Evening Session)                     |                                         | 3:13                        |
| 8.                          | «Looks Like Chaplin» (Live at Newcastle University)                             |                                         | 3:38                        |
| 9.                          | «Same Size Feet» (Live at Newcastle University)                                 |                                         | 4:10                        |
| 10.                         | «Not up to You» (Live at Newcastle University)                                  |                                         | 6:45                        |
| 11.                         | «She Takes Her Clothes Off» (Decade in the Sun Deluxe Word Gets Around session) |                                         | 3:17                        |
| 12.                         | «More Life in a Tramps Vest» (Pre-record deal Grass-roots demo)                 |                                         | 2:43                        |
| 13.                         | «The Last Resort» (Eagles cover)                                                | B-side on "Local Boy in the Photograph" | 6:23                        |
| 50:26                       |                                                                                 |                                         |                             |

Суперлюкс: альбом на одному диску (як зазначено вище) і двох бонусних компакт-дисках (один із 15 бі-сторонами, а інший містить 10 рідкісних треків), картки з зображеннями та копія записника Келлі Джонс.
| CD 2 (B-Sides) | CD 2 (B-Sides)                                              | CD 2 (B-Sides)                          | CD 2 (B-Sides) |
| #              | Назва                                                       | Original release                        | Тривалість     |
| -------------- | ----------------------------------------------------------- | --------------------------------------- | -------------- |
| 1.             | «Carrot Cake and Wine»                                      | B-side on "A Thousand Trees"            | 4:28           |
| 2.             | «Tie Me Up Tie Me Down»                                     | B-side on "Traffic"                     | 2:17           |
| 3.             | «Poppy Day»                                                 | B-side on "More Life in a Tramps Vest"  | 3:41           |
| 4.             | «Raymond's Shop»                                            | B-side on "More Life in a Tramps Vest"  | 2:54           |
| 5.             | «Chris Chambers»                                            | B-side on "Traffic"                     | 3:42           |
| 6.             | «Who'll Stop the Rain (Creedence Clearwater Revival cover)» | B-side on "Local Boy in the Photograph  | 2:32           |
| 7.             | «Home to Me»                                                | B-side on "A Thousand Trees             | 3:25           |
| 8.             | «Buy Myself a Small Plane»                                  | B-side on "Local Boy in the Photograph" | 3:15           |
| 9.             | «The Last Resort» (Eagles cover)                            | B-side on "Local Boy in the Photograph" | 6:23           |
| 10.            | «Summertime»                                                | B-side on "A Thousand Trees"            | 3:25           |
| 36:02          |                                                             |                                         |                |